# Tamaricella iliensis
Tamaricella iliensis är en insektsart som beskrevs av Mitjaev och Zhurawlew 1991. Tamaricella iliensis ingår i släktet Tamaricella och familjen dvärgstritar.
Artens utbredningsområde är Kazakstan. Inga underarter finns listade i Catalogue of Life.